# Enrico Ferdinando d'Asburgo-Lorena
Enrico Ferdinando d'Asburgo-Lorena (Salisburgo, 13 febbraio 1878 – Salisburgo, 21 maggio 1969) fu arciduca d'Austria e quinto figlio dell'ultimo granduca di Toscana, Ferdinando IV di Toscana, e di sua moglie Alice di Borbone-Parma..

## Biografia

### Famiglia e giovinezza
L'Arciduca Enrico Ferdinando, nato nel 1878, era il quinto figlio di Ferdinando IV, ultimo Granduca di Toscana, e di Alice di Borbone-Parma; il padre dovette lasciare Firenze nel 1860, poiché il Granducato fu conquistato dal Regno di Sardegna, rifugiandosi così a Vienna, presso gli Asburgo-Lorena. La madre invece era la figlia diCarlo III, Duca di Parma e della Principessa Luisa Maria di Francia. Era discendente di Leopoldo II d'Asburgo-Lorena, Ferdinando I delle Due Sicilie, Carlo IV di Spagna, Vittorio Emanuele I ed anche di Carlo X di Francia; da parte di madre, era primo cugino della Principessa Maria Luisa di Bulgaria, Zita, Imperatrice d'Austria e di Felice, Principe consorte di Lussemburgo.
Enrico Ferdinando visse i primi anni di vita a Salisburgo, precisamente nell'Ala Toscana del Palazzo vescovile che Francesco Giuseppe, Imperatore d'Austria, aveva messo a disposizione per i cugini toscani, a seguito della Seconda guerra d'Indipendenza . Ricevette un'educazione italiana notevolmente moderna, che però non era ben accetta alla corte asburgica, come racconta la nipote Helvig Jordis von Lohhausen. Si appassionò di fotografia, rilegatura e botanica, visitando numerose volte le Alpi e volando in mongolfiera .

### Educazione militare
Nel 1891 entrò nella Scuola secondaria militare a Mährisch Weißkirchen e poi, fino al 1897, all'Accademia militare teresiana a Wiener Neustadt .  Nello stesso anno fu nominato Cavaliere dell'Ordine del Toson d'Oro della Casa Asburgo . Nel 1903 si diplomò alla scuola di corpo di Innsbruck  e divenne Sottotenente del 6° Reggimento dei Dragoni , stabilendosi poi in un appartamento nell'Hofburg di Innsbruck . Fra il 1906 ed il 1914 si congedò dal servizio militare per motivi di salute  e andò a Monaco di Baviera, Enns ed a Vienna con la futura moglie, per dedicarsi alle proprie passioni .
Rintegrato nelle forze armate, Enrico Ferdinando prestò servizio in Galizia ed in Italia, durante la Prima guerra mondiale , venendo promosso a maggiore generale nel 1917 e dismesso l'anno successivo, ciò pose fine alla sua carriera militare .

### Matrimonio
Nel 1919 sposò Maria Karoline Ludescher, figlia di Johann-Georg Ludescher e Bárbara Prantl.
Dal matrimonio nacquero tre figli:
- Enrico d'Asburgo Lorena (1908-1968), sposato con Helvig Schutte (1910-1990);
- Othmar d'Asburgo Lorena (1910-1988), sposato con Helene Moser (1920-1994);
- Veronica d'Asburgo Lorena (1912-2001), nubile.

### Morte
Morì a Salisburgo nel 1969 all'età di 91 anni. Nel 2009 la nipote Helvig Jordis von Lohausen ha donato al Museo di Salisburgo il suo vasto patrimonio, che comprende circa 500 acquerelli, 1.000 disegni, 50 dispositivi tecnici e 80 album fotografici .

## Ascendenza
|                                                |                         |                                                    | Genitori                                |  |  | Nonni |  |  | Bisnonni                            |  |  | Trisnonni                            |  |
|                                                |                         |                                                    |                                         |  |  |       |  |  | Ferdinando III, Granduca di Toscana |  |  | Leopoldo II, Sacro Romano Imperatore |  |
|                                                |                         |                                                    |                                         |  |  |       |  |  | Ferdinando III, Granduca di Toscana |  |  | Leopoldo II, Sacro Romano Imperatore |  |
|                                                |                         | Infanta Maria Luisa di Spagna                      |                                         |  |  |       |  |  | Ferdinando III, Granduca di Toscana |  |  |                                      |  |
| Leopoldo II, Granduca di Toscana               |                         |                                                    |                                         |  |  |       |  |  | Ferdinando III, Granduca di Toscana |  |  |                                      |  |
|                                                |                         | Principessa Luisa Maria Amalia di Napoli e Sicilia | Ferdinando I delle Due Sicilie          |  |  |       |  |  |                                     |  |  |                                      |  |
|                                                |                         | Principessa Luisa Maria Amalia di Napoli e Sicilia | Ferdinando I delle Due Sicilie          |  |  |       |  |  |                                     |  |  |                                      |  |
|                                                |                         | Principessa Luisa Maria Amalia di Napoli e Sicilia | Arciduchessa Maria Carolina d'Austria   |  |  |       |  |  |                                     |  |  |                                      |  |
| Ferdinando IV, Granduca di Toscana             |                         | Principessa Luisa Maria Amalia di Napoli e Sicilia |                                         |  |  |       |  |  |                                     |  |  |                                      |  |
|                                                |                         | Francesco I delle Due Sicilie                      | Ferdinando I delle Due Sicilie          |  |  |       |  |  |                                     |  |  |                                      |  |
|                                                |                         | Francesco I delle Due Sicilie                      | Ferdinando I delle Due Sicilie          |  |  |       |  |  |                                     |  |  |                                      |  |
|                                                |                         | Francesco I delle Due Sicilie                      | Arciduchessa Maria Carolina d'Austria   |  |  |       |  |  |                                     |  |  |                                      |  |
| Principessa Maria Antonietta delle Due Sicilie |                         | Francesco I delle Due Sicilie                      |                                         |  |  |       |  |  |                                     |  |  |                                      |  |
|                                                |                         | Infanta Maria Isabella di Spagna                   | Carlo IV di Spagna                      |  |  |       |  |  |                                     |  |  |                                      |  |
|                                                |                         | Infanta Maria Isabella di Spagna                   | Carlo IV di Spagna                      |  |  |       |  |  |                                     |  |  |                                      |  |
|                                                |                         | Infanta Maria Isabella di Spagna                   | Principessa Maria Luisa di Parma        |  |  |       |  |  |                                     |  |  |                                      |  |
| Arciduca Enrico Ferdinando d'Austria           |                         | Infanta Maria Isabella di Spagna                   |                                         |  |  |       |  |  |                                     |  |  |                                      |  |
|                                                | Carlo II, Duca di Parma | Ludovico I di Etruria                              |                                         |  |  |       |  |  |                                     |  |  |                                      |  |
|                                                | Carlo II, Duca di Parma | Ludovico I di Etruria                              |                                         |  |  |       |  |  |                                     |  |  |                                      |  |
|                                                | Carlo II, Duca di Parma | Infanta Maria Luisa di Spagna                      |                                         |  |  |       |  |  |                                     |  |  |                                      |  |
| Carlo III, Duca di Parma                       | Carlo II, Duca di Parma |                                                    |                                         |  |  |       |  |  |                                     |  |  |                                      |  |
|                                                |                         | Principessa Maria Teresa di Savoia                 | Vittorio Emanuele I di Sardegna         |  |  |       |  |  |                                     |  |  |                                      |  |
|                                                |                         | Principessa Maria Teresa di Savoia                 | Vittorio Emanuele I di Sardegna         |  |  |       |  |  |                                     |  |  |                                      |  |
|                                                |                         | Principessa Maria Teresa di Savoia                 | Arciduchessa Maria Teresa d'Austria     |  |  |       |  |  |                                     |  |  |                                      |  |
| Principessa Alice di Parma                     |                         | Principessa Maria Teresa di Savoia                 |                                         |  |  |       |  |  |                                     |  |  |                                      |  |
|                                                |                         | Carlo Ferdinando, Duca di Berry                    | Carlo X di Francia                      |  |  |       |  |  |                                     |  |  |                                      |  |
|                                                |                         | Carlo Ferdinando, Duca di Berry                    | Carlo X di Francia                      |  |  |       |  |  |                                     |  |  |                                      |  |
|                                                |                         | Carlo Ferdinando, Duca di Berry                    | Maria Teresa di Savoia                  |  |  |       |  |  |                                     |  |  |                                      |  |
| Principessa Luisa d'Artois                     |                         | Carlo Ferdinando, Duca di Berry                    |                                         |  |  |       |  |  |                                     |  |  |                                      |  |
|                                                |                         | Principessa Carolina delle Due Sicilie             | Francesco I delle Due Sicilie           |  |  |       |  |  |                                     |  |  |                                      |  |
|                                                |                         | Principessa Carolina delle Due Sicilie             | Francesco I delle Due Sicilie           |  |  |       |  |  |                                     |  |  |                                      |  |
|                                                |                         | Principessa Carolina delle Due Sicilie             | Arciduchessa Maria Clementina d'Austria |  |  |       |  |  |                                     |  |  |                                      |  |
|                                                |                         | Principessa Carolina delle Due Sicilie             |                                         |  |  |       |  |  |                                     |  |  |                                      |  |